# Parydra unicolor
Parydra unicolor är en tvåvingeart som först beskrevs av Becker 1926.  Parydra unicolor ingår i släktet Parydra och familjen vattenflugor. Inga underarter finns listade i Catalogue of Life.